# Larry Questad
Larry Questad né le 10 juillet 1943 à  Livingston et mort le 29 octobre 2020 à Boise (Idaho) est un athlète américain, spécialiste des épreuves de sprint.

## Biographie
Troisième du 200 mètres des sélections olympiques américaine de 1968, derrière John Carlos et Tommie Smith, il participe aux Jeux olympiques de 1968 à Mexico et se classe sixième de la finale du 200 m dans le temps de 20 s 6.

### Palmarès
| Date | Compétition     | Lieu   | Résultat | Épreuve | Performance |
| ---- | --------------- | ------ | -------- | ------- | ----------- |
| 1968 | Jeux olympiques | Mexico | 6e       | 200 m   | 20 s 6      |

### Records
| Épreuve | Performance | Lieu | Date |
| ------- | ----------- | ---- | ---- |
| 100 m   | 10 s 0      |      | 1968 |
| 200 m   | 20 s 28     |      | 1968 |
| 400 m   | 48 s 7      |      | 1963 |